# إمري ماكوفيت
إمري ماكوفيت (20 نوفمبر 1935 - 27 سبتمبر 2011) هو معماري مجري.